# Gallieniella
Gallieniella és un gènere d'aranyes araneomorfes de la família dels gal·lienièl·lids (Gallieniellidae). Fou descrita per primera vegada l'any 1947 per Millot.
Segons el World Spider Catalog de 2017, conté 4 espècies:
- Gallieniella betroka, Platnick, 1984 - Madagascar
- Gallieniella blanci, Platnick, 1984 - Madagascar
- Gallieniella jocquei, Platnick, 1984 - Madagascar
- Gallieniella mygaloides, Millot, 1947 - Illes Comores (espècie tipus)